# UL Vikings AFC
Maillots
UL Vikings AFC est un club irlandais de football américain basé à Limerick. 
Ce club fait partie des associations reconnues par l'Université de Limerick.

## Palmarès
- EFAF Atlantic Cup: 2010

- Champion d'Irlande: 2007, 2008
- Vice-champion d'Irlande : 2002, 2006